# Haukland
Haukland est une localité du comté de Nordland, en Norvège.

## Géographie
Administrativement, Haukland fait partie de la kommune de Vestvågøy.